# Red Coquimbo-La Serena de Movilidad
Red Coquimbo-La Serena de Movilidad es un sistema de transporte público que opera desde el 29 de noviembre de 2024 en la conurbación La Serena-Coquimbo.

## Historia
El 8 de febrero de 2022, a fines del segundo gobierno de Sebastián Piñera, fue anunciada la creación de un «Corredor Eléctrico» que constaría de dos recorridos de buses eléctricos que conectarían las ciudades de Coquimbo y La Serena. Entre las novedades que presentaría el nuevo servicio sería que los buses contarían con «estándar Red», similar al de la flota de Red Metropolitana de Movilidad en Santiago de Chile: monitoreo en tiempo real por GPS, wi-fi a bordo y accesibilidad universal.
Las bases de la licitación correspondiente a la operación del servicio de buses eléctricos fueron aprobadas por el Ministerio de Transportes y Telecomunicaciones el 26 de enero de 2022, siendo aprobadas por la Contraloría General de la República el 15 de marzo del mismo año. El 23 de octubre de 2023 se realizó la evaluación de las 7 ofertas presentadas, siendo declaradas inadmisibles las propuestas de Transportes Eléctricos Chile SpA, Transportes Fichtur Ltda. y Electromovilidad Green Dav SpA., mientras que fueron consideradas como admisibles las ofertas de Green Energy Transport Latin American SpA, Llanquihue SpA, RBU Regional SpA, y la Asociación Gremial de Dueños de Microbuses La Serena Coquimbo (Liserco), siendo esta última la que logró adjudicarse la operación del servicio. Para la operación del servicio, Liserco creó una nueva empresa denominada Eserco (Empresa de Electromovilidad La Serena Coquimbo).
El 17 de enero de 2024, en un acto realizado en la Plaza de Armas de La Serena con la presencia del presidente Gabriel Boric, fueron presentados oficialmente los 42 buses eléctricos y se anunciaron los trazados definitivos de los dos recorridos que se realizarán, los que iniciarían sus servicios durante el segundo semestre del año. Se estima que los buses recorrerán aproximadamente 2,4 millones de kilómetros anuales y una demanda de 2 millones de pasajeros. La tarifa del recorrido será de 700 pesos para los viajes dentro de la misma comuna, y de 800 pesos para los viajes intercomunales.
En abril de 2024 se anunció que se proyectaba para el mes de julio el arribo de los nuevos buses al puerto de Coquimbo, y se confirmó que el pago del pasaje se realizará mediante una tarjeta inteligente desarrollada por la empresa española Bus Matick y operada por la compañía Kupos; el plástico tiene un costo de 2000 pesos. Los 42 buses eléctricos que operarán en la conurbación arribaron al puerto de San Antonio, provenientes de China, el 23 de julio de 2024.
El sistema fue inaugurado el 29 de noviembre de 2024 e inició sus operaciones al día siguiente, proyectando recorrer 2 453 115 km comerciales anuales y transportando alrededor de 8000 pasajeros cada día. Dentro del equipo de choferes de los buses se encuentran 25 mujeres que operarán el material rodante en los 2 recorridos.
El 29 de marzo de 2025 finalizó la opción de pago con efectivo en los buses, aceptándose a partir de dicha fecha solo el pago con tarjetas sin contacto o dispositivos móviles. El 1 de abril se inició la extensión del recorrido E02 desde el punto de inicio y término en La Pampilla hasta la terminal de carga de Eserco en el sector de El Sauce.

## Recorridos
Se implementaron dos recorridos, que conectan los sectores de El Sauce (Sindempart, Coquimbo) con El Romero (Las Compañías, La Serena) y La Pampilla (Coquimbo) con Avenida Viña del Mar (Las Compañías, La Serena), ambos circulando en su tramo central por la avenida Balmaceda, en el sector de La Pampa.
| Recorrido | Recorrido             | Trazado |
| --------- | --------------------- | --- |
| E01       | El Romero El Sauce    | Ida: El Sauce - Ramón Rodríguez - Enrique Fernández - Portugal Sur - Carlos Muñoz Pizarro - Glorias Navales - Las Vertientes - Francisco Cabello Cárdenas - Los Clarines - Avenida Alessandri - Los Copihues - Los Alelíes - Diagonal Las Torres - Los Tulipanes - Luis Balanda - Avenida Alessandri - Manuel Jesús Rivera - Avenida Suecia - Ruta 5 - La Cantera - José Joaquín Pérez - Los Jardines - Las Parcelas - Regimiento Arica - Los Lagos - Avenida Balmaceda - Amunátegui - Benavente - Avenida Francisco de Aguirre - Cienfuegos - Los Libertadores - Islón - Bandera - La Conquista - Gaspar Marín - Los Morros - Las Pircas - Las Vertientes. |
| E01       | El Romero El Sauce    | Regreso: Avenida Islón - Ruta 5 - Avenida Francisco de Aguirre - Pedro Pablo Muñoz - El Santo - Huanhualí - Avenida Balmaceda - Regimiento Arica - Miramar - José Joaquín Pérez - Jerónimo Méndez - Ruta 5 - Avenida Suecia - Manuel Jesús Rivera - Alessandri - Luis Balanda - Los Tulipanes - Los Diamelos - Las Azucenas - Los Clarines - Francisco Cabello Cárdenas - Las Vertientes - Glorias Navales - Carlos Muñoz Pizarro - Portugal Sur - Enrique Fernández - Ramón Rodríguez - El Sauce. |
| E02       | Viña del Mar Pampilla | Ida: Padre Hurtado - El Sauce - Ruta 5 - John Kennedy - Alessandri - Pedro Aguirre Cerda - Buen Pastor - La Pampilla - Guacolda - Gabriela Mistral - Buen Pastor - Manuel Rodríguez - Camilo Henríquez - Avenida Videla - Domeyko - Miraflores - Ruta 5 - La Cantera - José Joaquín Pérez - Los Jardines - Las Parcelas - Regimiento Arica - Los Lagos - Avenida Balmaceda - Amunátegui - Benavente - Colo Colo - Avenida Francisco de Aguirre - Cienfuegos - Avenida Islón - Bandera - La Conquista - Gaspar Marín - Monjitas - Viña del Mar. |
| E02       | Viña del Mar Pampilla | Regreso: Viña del Mar - San Pedro - Lautaro - Monjitas - Gaspar Marín - La Conquista - Alejandro Flores - El Brillador - Salvador Reyes - La Reconquista - Jorge Peña Hen - Avenida Islón - Ruta 5 - Avenida Francisco de Aguirre - El Santo - Huanhualí - Avenida Balmaceda - Regimiento Arica - Miramar - José Joaquín Pérez - La Cantera - Ruta 5 - Chorrillos - Domeyko - Avenida Videla - Avenida Varela - Las Heras - Pinto - Balmaceda - O'Higgins - Pedro Montt - Manuel Rodríguez - Buen Pastor - La Pampilla - Guacolda - Wenceslao Vargas - Darío Salas - Ruta 5 - Los Clarines - Merino Jarpa - El Sauce - Padre Hurtado                        |

## Flota
Los 42 buses eléctricos con que opera Red Coquimbo-La Serena de Movilidad son Foton U9, que cuentan con un motor de 245 kW de potencia. Están equipados con 28 asientos, con una capacidad total de 54 pasajeros, y cuenta con espacios y rampas para sillas de ruedas.